# Thelypteris redunca
Thelypteris redunca är en kärrbräkenväxtart som beskrevs av Alan Reid Smith. Thelypteris redunca ingår i släktet Thelypteris och familjen Thelypteridaceae. Inga underarter finns listade.